# Крутильников Микола Іванович
Микола Іванович Крутильников (4 листопада 1896, Вятська губернія — 13 квітня 1961, Алмати) — казахський радянський живописець і педагог; один із організаторів Спілки художників Казахської РСР у 1933 році. Народний художник Казахської РСР з 1954 року.

## Біографія
Народився 4 листопада 1896 року у селі Вятської губернії Російської імперії. 1916 року закінчив Казанське художнє училище. 1921 року прибув до Семея і влаштувався працювати художником у театрі. Протягом 1921—1923 років відвідував засідання Географічного товариства під керівництвом Мухтара Ауезова.
У 1938—1956 роках викладав в Алма-Атинському художньому училищі. Помер в Алмати 13 квітня 1961 року. Похований на Центральному цвинтарі Алмати.

## Творчість
Працював у галузі станкового живопису. Створив групові та індивідуальні портрети передових робітників Караганди, Балхаша та інших промислових центрів Казахської РСР. Серед робіт:
- «Абай за роботою» (1923)[2];
- «Бухтармінська долина» (1924);
- «Мідеплавильники Балхаша» (1947);
- «Груповий портрет знатних мідеплавильників Балхаша» (1953);
- «Портрет майстра гарячих кладок Д. Макеєва» (1954);
- «Біля причалу Карабугаза» (1956);
- «Портрет Джамбула» (1957);
- «Портрет машиніста Коунрадського рудника К. Оспанова» (1957);
- «Портрет М. Сундетова» (1960).

Твори представлені в музеях і галереях Казахстану, Росії та приватних зібраннях.